# Luksemburg na letnich igrzyskach olimpijskich
Reprezentanci Luksemburgu występują na letnich igrzyskach olimpijskich od 1900 roku. Od tego czasu tylko dwa razy nie startowali w tych zawodach. W 1904 roku z powodu odległego położenia Saint Louis od Europy oraz napięta sytuacja na Starym Kontynencie spowodowały, iż Luksemburczycy nie wystartowali w USA. Drugi raz Luksemburg nie wystawił swojej reprezentacji w 1908 roku.
Dotychczas Luksemburczycy trzy razy zdobyli medale dwa złote i jeden srebrny. Jednak jeden ze złotych medali zdobył Michel Théato, który reprezentował Francję podczas igrzysk w Paryżu w biegu maratońskim.
Organizacją udziału reprezentacji Luksemburgu w igrzyskach olimpijskich, a także upowszechnianiem idei olimpijskiej i promocją sportu zajmuje się Comité Olympique et Sportif Luxembourgeois.

## Klasyfikacja medalowa
| Miejsce             |   |   |   | Razem |
| ------------------- | - | - | - | ----- |
| 1900 Paryż          | 0 | 0 | 0 | 0     |
| 1904 Saint Louis    | 0 | 0 | 0 | 0     |
| 1908 Londyn         | 0 | 0 | 0 | 0     |
| 1912 Sztokholm      | 0 | 0 | 0 | 0     |
| 1920 Antwerpia      | 0 | 1 | 0 | 1     |
| 1924 Paryż          | 0 | 0 | 0 | 0     |
| 1928 Amsterdam      | 0 | 0 | 0 | 0     |
| 1932 Los Angeles    | 0 | 0 | 0 | 0     |
| 1936 Berlin         | 0 | 0 | 0 | 0     |
| 1948 Londyn         | 0 | 0 | 0 | 0     |
| 1952 Helsinki       | 1 | 0 | 0 | 1     |
| 1956 Melbourne      | 0 | 0 | 0 | 0     |
| 1960 Rzym           | 0 | 0 | 0 | 0     |
| 1964 Tokio          | 0 | 0 | 0 | 0     |
| 1968 Meksyk         | 0 | 0 | 0 | 0     |
| 1972 Monachium      | 0 | 0 | 0 | 0     |
| 1976 Montreal       | 0 | 0 | 0 | 0     |
| 1980 Moskwa         | 0 | 0 | 0 | 0     |
| 1984 Los Angeles    | 0 | 0 | 0 | 0     |
| 1988 Seul           | 0 | 0 | 0 | 0     |
| 1992 Barcelona      | 0 | 0 | 0 | 0     |
| 1996 Atlanta        | 0 | 0 | 0 | 0     |
| 2000 Sydney         | 0 | 0 | 0 | 0     |
| 2004 Ateny          | 0 | 0 | 0 | 0     |
| 2008 Pekin          | 0 | 0 | 0 | 0     |
| 2012 Londyn         | 0 | 0 | 0 | 0     |
| 2016 Rio de Janeiro | 0 | 0 | 0 | 0     |
| 2020 Tokio          | 0 | 0 | 0 | 0     |

## Medaliści letnich igrzysk olimpijskich z Luksemburga

### Złote medale
- Helsinki 1952
Lekkoatletyka bieg na 1500 m mężczyzn, Josy Barthel

### Srebrne medale
- Antwerpia 1920
Podnoszenie ciężarów mężczyzn waga ciężka, Joseph Alzin

### Brązowe medale
Brak